# Giorgi Gigaszwili
Giorgi Gigaszwili (ur. 2000) – gruziński pianista, laureat drugiej nagrody na Konkursie Pianistycznym im. Artura Rubinsteina w Tel Awiwie w 2023.

## Życiorys
W młodości interesował się tradycyjną muzyką Gruzji oraz muzyką elektroniczną. W wieku 13 lat zwyciężył w gruzińskiej wersji programu The Voice.
Studiował w konserwatorium w Tbilisi pod kierunkiem Rewasa Tawadze. Od 2021 roku kontynuuje studia w Genewie pod kierunkiem Nelsona Goernera.
W 2019 zdobył I miejsce oraz Nagrodę Specjalną im. Nelsona Freire’a na III Międzynarodowym Konkursie Pianistycznym Miasta Vigo pod przewodnictwem Marthy Argerich. Również w 2019 roku zdobył trzecie miejsce i nagrodę publiczności na Międzynarodowym Konkursie Pianistycznym im. Ferruccio Busoniego w Bolzano. 
W 2021 zdobył nagrodę specjalną na Concours Géza Anda w Zurychu. W tym samym roku zdobył pierwszą nagrodę oraz nagrodę publiczności na 19. Kissinger Klavierolymp. 
W 2023 roku Gigaszwili zdobył drugą nagrodę na Konkursie Pianistycznym im. Artura Rubinsteina w Tel Awiwie.
W 2023 wystąpił podczas Międzynarodowego Festiwalu Chopinowskiego w Dusznikach-Zdroju w duecie z gruzińską skrzypaczką Lisą Batiaszwili.

## Dyskografia
- Secret Love Letters (2022; Deutsche Grammophon) - sonata na skrzypce i fortepian Césara Francka wraz z Lisą Batiaszwili[10]
- Meeting my Shadow (2023; Alpha) - zawierająca utwory fortepianowe Ludwiga van Beethovena, Domenico Scarlattiego, Alexandra Skriabina, Oliviera Messiaena i Johannesa Brahmsa[11]